# Sinopodisma spinocerca
Sinopodisma spinocerca är en insektsart som beskrevs av Zheng, Z. och Liang 1986. Sinopodisma spinocerca ingår i släktet Sinopodisma och familjen gräshoppor. Inga underarter finns listade i Catalogue of Life.